# Lista de vereadores de Niterói

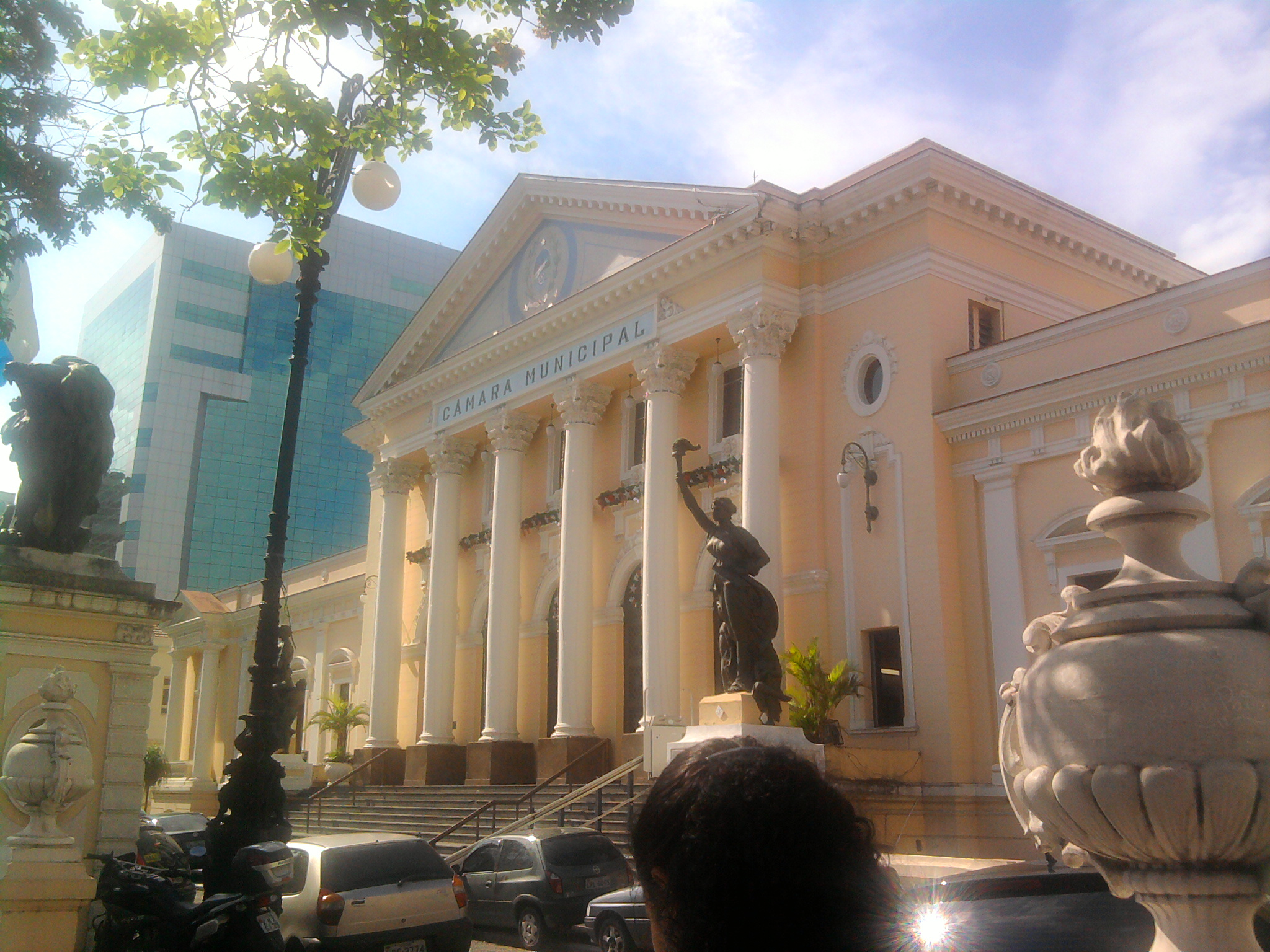
Câmara Municipal de Niterói

Esta é a lista de vereadores de Niterói, município brasileiro do estado do Rio de Janeiro. O legislativo da cidade é formado por vinte e um representantes desde a eleição de 2004, devido ao fato que as cidades passaram a ter um número de vereadores equivalente à sua população.

## Legislatura de 2025-2028
Estes são os vereadores eleitos nas eleições de 06 de outubro de 2024:
| Eleição de 2024 |                       |              |                  |         |             |
| Nº              | Vereador(a) eleito(a) | Partido      | Situação         | Votação | Votação     |
| Nº              | Vereador(a) eleito(a) | Partido      | Situação         | Total   | Porcentagem |
| 1               | Douglas Gomes         | PL           | Eleito por QP    | 16.369  | 5,77%       |
| 2               | Professor Tulio       | PSOL         | Eleito por QP    | 6.789   | 2,39%       |
| 3               | Daniel Marques        | PL           | Eleito por QP    | 6.750   | 2,38%       |
| 4               | Binho Guimarães       | PDT          | Eleito por QP    | 5.884   | 2,07%       |
| 5               | Milton Cal            | UNIÃO        | Eleito por QP    | 5.861   | 2,07%       |
| 6               | Andrigo               | PDT          | Eleito por QP    | 5.546   | 1,96%       |
| 7               | Anderson Pipico       | PT           | Eleito por QP    | 5.488   | 1,93%       |
| 8               | Renato Cariello       | PDT          | Eleito por média | 5.444   | 1,92%       |
| 9               | Benny Briolly         | PSOL         | Eleita por QP    | 4.801   | 1,69%       |
| 10              | Rodrigo Farah         | Cidadania    | Eleito por QP    | 4.682   | 1,65%       |
| 11              | Luiz Carlos Gallo     | Cidadania    | Eleito por média | 4.612   | 1,63%       |
| 12              | Leandro Portugal      | MDB          | Eleito por QP    | 4.516   | 1,59%       |
| 13              | Allan Lyra            | PL           | Eleito por QP    | 4.413   | 1,56%       |
| 14              | Leonardo Giordano     | PCdoB        | Eleito por QP    | 4.395   | 1,55%       |
| 15              | Gabriel Velasco       | PSD          | Eleito por QP    | 4.258   | 1,50%       |
| 16              | Sylvio Mauricio       | PT           | Eleito por média | 4.045   | 1,43%       |
| 17              | José Antonio Zaf      | UNIÃO        | Eleito por QP    | 3.910   | 1,38%       |
| 18              | Beto da Pipa          | MDB          | Eleito por média | 3.828   | 1,35%       |
| 19              | Fernanda Louback      | PL           | Eleita por média | 3.503   | 1,23%       |
| 20              | Fabiano Gonçalves     | Republicanos | Eleito por Média | 3.478   | 1,23%       |
| 21              | Michel Saad Neto      | PODE         | Eleito por média | 2.772   | 0,98%       |

| Cor | Significado                                                  |
| 1   | primeiro mandato como vereador(a) da cidade                  |
| 2   | segundo mandato (seguido ou não) como vereador(a) da cidade  |
| 3   | terceiro mandato (seguido ou não) como vereador(a) da cidade |
| 4   | quarto mandato (seguido ou não) como vereador(a) da cidade   |
| 5   | quinto mandato (seguido ou não) como vereador(a) da cidade   |
| 6   | sexto mandato (seguido ou não) como vereador(a) da cidade    |
| 7   | oitavo mandato (seguido ou não) como vereador(a) da cidade   |
| 9   | nono mandato (seguido ou não) como vereador(a) da cidade     |

## Legislatura de 2021–2024
Estes são os vereadores eleitos nas eleições de 15 de novembro de 2020:
| Eleição de 2020 |                                        |           |                  |         |             |
| Nº              | Vereador(a) eleito(a)                  | Partido   | Situação         | Votação | Votação     |
| Nº              | Vereador(a) eleito(a)                  | Partido   | Situação         | Total   | Porcentagem |
| 1               | Andrigo                                | PDT       | Eleito por QP    | 4.783   | 1.91%       |
| 2               | Professor Tulio                        | PSOL      | Eleito por QP    | 4.534   | 1.81%       |
| 3               | Renato Cariello                        | PDT       | Eleito por QP    | 4.458   | 1.78%       |
| 4               | Dr. Paulo Velasco                      | Avante    | Eleito por QP    | 4.378   | 1.75%       |
| 5               | Benny Briolly                          | PSOL      | Eleito por QP    | 4.367   | 1.75%       |
| 6               | Milton Carlos da Silva Lopes (Cal)     | PP        | Eleito por QP    | 4.320   | 1.73%       |
| 7               | Anderson Pipico                        | PT        | Suplente         | 3.066   | 1.23%       |
| 8               | Paulo Eduardo Gomes                    | PSOL      | Eleito por QP    | 3.978   | 1.59%       |
| 9               | Beto Saad                              | PV        | Suplente         | 1.660   | 0.66%       |
| 10              | Carlos Eduardo Fortes Foly (Dado)      | Cidadania | Suplente         | 1.055   | 0.42%       |
| 11              | Roberto Fernandes Jales (Beto da Pipa) | PL        | Eleito por QP    | 3.532   | 1.41%       |
| 12              | Fabiano Gonçalves                      | Cidadania | Eleito por QP    | 3.464   | 1.38%       |
| 13              | Binho Guimarães                        | PDT       | Eleito por Média | 2.999   | 1.20%       |
| 14              | Dr. Emanuel Rocha                      | SD        | Eleito por Média | 2.959   | 1.18%       |
| 15              | Adriano Boinha                         | PDT       | Suplente         | 1.764   | 0.70%       |
| 16              | Leonardo Giordano                      | PCdoB     | Eleito por média | 2.676   | 1.07%       |
| 17              | Rodrigo Farah                          | MDB       | Eleito por Média | 2.632   | 1.05%       |
| 18              | Douglas Gomes                          | PL        | Eleito por Média | 2.416   | 0.97%       |
| 19              | Daniel Marques                         | UNIÃO     | Eleito por Média | 2.411   | 0,96%       |
| 20              | Carlos Otavio Dias Vaz (Casota)        | PSDB      | Eleito por Média | 1.512   | 0.60%       |
| 21              | José Adriano Valle da Costa (Folha)    | PSD       | Eleito por Média | 1.362   | 0.54%       |

| Cor | Significado                                                  |
| 1   | primeiro mandato como vereador(a) da cidade                  |
| 2   | segundo mandato (seguido ou não) como vereador(a) da cidade  |
| 3   | terceiro mandato (seguido ou não) como vereador(a) da cidade |
| 4   | quarto mandato (seguido ou não) como vereador(a) da cidade   |
| 5   | quinto mandato (seguido ou não) como vereador(a) da cidade   |
| 6   | sexto mandato (seguido ou não) como vereador(a) da cidade    |
| 8   | oitavo mandato (seguido ou não) como vereador(a) da cidade   |

## Legislatura de 2017–2020
Estes são os vereadores eleitos nas eleições de 2 de outubro de 2016:
| Eleição de 2016 |                                                      |         |               |         |             |
| Nº              | Vereador(a) eleito(a)                                | Partido | Situação      | Votação | Votação     |
| Nº              | Vereador(a) eleito(a)                                | Partido | Situação      | Total   | Porcentagem |
| 1               | Talíria Petrone                                      | PSOL    | Eleita por QP | 5.121   | 2.01%       |
| 2               | Paulo Eduardo Gomes                                  | PSOL    | Eleito por QP | 5.083   | 2.00%       |
| 3               | Paulo Roberto Mattos Bagueira Leal (Bagueira)        | SD      | Eleito por QP | 4.675   | 1.84%       |
| 4               | Renato Ferreira de Oliveira Cariello                 | PDT     | Eleito por QP | 4.575   | 1.80%       |
| 5               | Emanuel Jorge Mendes da Rocha                        | SD      | Eleito por QP | 4.518   | 1.77%       |
| 6               | Verônica do Santos Lima                              | PT      | Eleita por QP | 4.501   | 1.77%       |
| 7               | Jorge Andrigo Dias de Carvalho                       | SD      | Eleito por QP | 4.339   | 1.70%       |
| 8               | Bruno Bastos Lessa                                   | PSDB    | Eleito por QP | 4.298   | 1.69%       |
| 9               | Leandro Portugal Frazen de Lima                      | PV      | Eleito por QP | 4.088   | 1.61%       |
| 10              | Luiz Carlos Gallo de Freitas (Gallo)                 | PSL     | Eleito por QP | 3.946   | 1.55%       |
| 11              | Milton Carlos da Silva Lopes (Cal)                   | PP      | Eleito por QP | 3.582   | 1.41%       |
| 12              | Renato Cordeiro Junior (Renatinho da Oficina)        | PTB     | Eleito por QP | 3.570   | 1.40%       |
| 13              | Rodrigo Flach Farah                                  | PMDB    | Eleito por QP | 3.555   | 1.40%       |
| 14              | Leonardo Soares Giordano                             | PCdoB   | Eleito por QP | 3.393   | 1.33%       |
| 15              | Roberto Fernandes Jales (Beto da Pipa)               | PMDB    | Eleito por QP | 3.124   | 1.23%       |
| 16              | Ricardo Evangelista Lirio                            | PRB     | Eleito por QP | 3.009   | 1.18%       |
| 17              | Sandro Mauro Lima de Araújo                          | PSD     | Eleito por QP | 2.443   | 0.96%       |
| 18              | Carlos Alberto de Macedo                             | PRP     | Eleito por QP | 2.417   | 0.95%       |
| 19              | Carlos Roberto Coelho de Mattos Jr. (Carlos Jordy)   | PSC     | Eleito por QP | 2.388   | 0.94%       |
| 20              | João Gustavo Braga Xavier Pereira                    | PHS     | Eleito por QP | 1.589   | 0.62%       |
| 21              | Paulo Fernando Gonçalves Velasco (Dr. Paulo Velasco) | PTdoB   | Eleito por QP | 1.505   | 0.59%       |

| Cor | Significado                                                  |
| 1   | primeiro mandato como vereador(a) da cidade                  |
| 2   | segundo mandato (seguido ou não) como vereador(a) da cidade  |
| 3   | terceiro mandato (seguido ou não) como vereador(a) da cidade |
| 4   | quarto mandato (seguido ou não) como vereador(a) da cidade   |
| 5   | quinto mandato (seguido ou não) como vereador(a) da cidade   |
| 6   | sexto mandato (seguido ou não) como vereador(a) da cidade    |
| 7   | sétimo mandato (seguido ou não) como vereador(a) da cidade   |

## Legislatura de 2013-2016
Estes são os vereadores eleitos nas eleições de 7 de outubro de 2012:
| Eleição de 2012 |                                               |         |                  |         |             |
| Nº              | Vereador(a) eleito(a)                         | Partido | Situação         | Votação | Votação     |
| Nº              | Vereador(a) eleito(a)                         | Partido | Situação         | Total   | Porcentagem |
| 1               | Paulo Eduardo Gomes                           | PSOL    | Eleito por QP    | 8.011   | 2,908%      |
| 2               | Gezivaldo Ribeiro de Freitas (Renatinho PSOL) | PSOL    | Eleito por QP    | 6.304   | 2,289%      |
| 3               | Renato Ferreira de Oliveira Cariello          | PDT     | Eleito por QP    | 5.308   | 1,927%      |
| 4               | Paulo Roberto Mattos Bagueira Leal (Bagueira) | PPS     | Eleito por QP    | 5.067   | 1,840%      |
| 5               | Tânia Regina Pereira Rodrigues                | PDT     | Eleita por QP    | 4.437   | 1,611%      |
| 6               | Lúcio Diniz Araújo Martelo (Lúcio do Nevada)  | PRP     | Eleito por QP    | 4.103   | 1,490%      |
| 7               | Roberto Fernandes Jales (Beto da Pipa)        | PMDB    | Eleito por QP    | 4.067   | 1,477%      |
| 8               | Rodrigo Flach Farah                           | PMDB    | Eleito por QP    | 3.819   | 1,386%      |
| 9               | Luiz Carlos Gallo de Freitas (Gallo)          | PDT     | Eleito por QP    | 3.662   | 1,329%      |
| 10              | Waldeck Carneiro da Silva                     | PT      | Eleito por QP    | 3.613   | 1,312%      |
| 11              | Milton Carlos da Silva Lopes (Cal)            | PP      | Eleito por QP    | 3.151   | 1,144%      |
| 12              | Verônica dos Santos Lima                      | PT      | Eleita por QP    | 3.030   | 1,100%      |
| 13              | Emanuel Jorge Mendes da Rocha                 | PDT     | Eleito por média | 2.950   | 1,071%      |
| 14              | Henrique dos Santos Vieira Lima               | PSOL    | Eleito por média | 2.878   | 1,045%      |
| 15              | Leonardo Soares Giordano                      | PT      | Eleito por QP    | 2.867   | 1,041%      |
| 16              | Paulo Henrique da Silva Oliveira              | PPS     | Eleito por QP    | 2.829   | 1,027%      |
| 17              | José Vicente Filho                            | PPS     | Eleito por média | 2.694   | 0,978%      |
| 18              | Priscila Souza Nocetti Costa                  | PSD     | Eleita por QP    | 2.598   | 0,943%      |
| 19              | Bruno Bastos Lessa                            | PSDB    | Eleito por QP    | 2.572   | 0,934%      |
| 20              | Jorge Andrigo Dias de Carvalho                | PTdoB   | Eleito por média | 2.178   | 0,791%      |
| 21              | Daniel Marques Frederico                      | PV      | Eleito por QP    | 1.169   | 0,424%      |

| Cor | Significado                                                  |
| 1   | primeiro mandato como vereador(a) da cidade                  |
| 2   | segundo mandato (seguido ou não) como vereador(a) da cidade  |
| 3   | terceiro mandato (seguido ou não) como vereador(a) da cidade |
| 4   | quarto mandato (seguido ou não) como vereador(a) da cidade   |
| 5   | quinto mandato (seguido ou não) como vereador(a) da cidade   |
| 6   | sexto mandato (seguido ou não) como vereador(a) da cidade    |
| 10  | décimo mandato (seguido ou não) como vereador(a) da cidade   |

## Legislatura de 2009-2012
| Eleição de 2008 |                                               |         |                  |         |             |
| Nº              | Vereador(a) eleito(a)                         | Partido | Situação         | Votação | Votação     |
| Nº              | Vereador(a) eleito(a)                         | Partido | Situação         | Total   | Porcentagem |
| 1               | Felipe dos Santos Peixoto                     | PDT     | Eleito por QP    | 8.206   | 2,94%       |
| 2               | Gezivaldo Ribeiro de Freitas (Renatinho PSOL) | PSOL    | Eleito por QP    | 4.452   | 1,59%       |
| 3               | José Vitor Vieira Bissonho Júnior             | PT      | Eleito por QP    | 4.390   | 1,57%       |
| 4               | Roberto Fernandes Jales (Beto da Pipa)        | PMDB    | Eleito por QP    | 4.232   | 1,52%       |
| 5               | Waldeck Carneiro da Silva                     | PT      | Eleito por QP    | 4.140   | 1,48%       |
| 6               | Emanuel Jorge Mendes da Rocha                 | PDT     | Eleito por QP    | 4.115   | 1,47%       |
| 7               | Paulo Roberto Mattos Bagueira Leal            | PPS     | Eleito por QP    | 4.048   | 1,45%       |
| 8               | José Augusto Tavares Vicente                  | PPS     | Eleito por QP    | 4.013   | 1,44%       |
| 9               | Rodrigo Flach Farah                           | PRP     | Eleito por QP    | 3.997   | 1,43%       |
| 10              | Luiz Carlos Gallo de Freitas (Gallo)          | PDT     | Eleito por QP    | 3.954   | 1,42%       |
| 11              | Sérgio Fernando Damas Fernandes               | PDT     | Eleito por QP    | 3.948   | 1,41%       |
| 12              | Carlos Alberto de Macedo                      | PRP     | Eleito por média | 3.879   | 1,39%       |
| 13              | Renato Ferreira de Oliveira Cariello          | PDT     | Eleito por média | 3.332   | 1,19%       |
| 14              | Carlos Alberto Pinto Magaldi (Magaldi)        | PP      | Eleito por QP    | 3.311   | 1,19%       |
| 15              | André Diniz da Silva                          | PT      | Eleito por média | 3.302   | 1,18%       |
| 16              | Milton Carlos da Silva Lopes (Cal)            | PP      | Eleito por média | 2.947   | 1,06%       |
| 17              | Edgar Foly                                    | PDT     | Eleito por média | 2.924   | 1,05%       |
| 18              | João Gustavo Braga Xavier Pereira             | PMDB    | Eleito por média | 2.807   | 1,01%       |

| Cor | Significado                                                  |
| 1   | primeiro mandato como vereador(a) da cidade                  |
| 2   | segundo mandato (seguido ou não) como vereador(a) da cidade  |
| 3   | terceiro mandato (seguido ou não) como vereador(a) da cidade |
| 4   | quarto mandato (seguido ou não) como vereador(a) da cidade   |
| 5   | quinto mandato (seguido ou não) como vereador(a) da cidade   |
| 6   | sexto mandato (seguido ou não) como vereador(a) da cidade    |

## Legislatura de 2005-2008
Estes são os vereadores eleitos nas eleições de 3 de outubro de 2004:
| Eleição de 2004 |                                          |         |                  |         |             |
| Nº              | Vereador(a) eleito(a)                    | Partido | Situação         | Votação | Votação     |
| Nº              | Vereador(a) eleito(a)                    | Partido | Situação         | Total   | Porcentagem |
| 1               | Rodrigo Neves Barreto                    | PT      | Eleito por QP    | 6.086   | 2,334%      |
| 2               | Paulo Eduardo Gomes                      | PT      | Eleito por QP    | 5.015   | 1,923%      |
| 3               | Luiz Carlos Gallo de Freitas (Gallo)     | PL      | Eleito por QP    | 4.663   | 1,788%      |
| 4               | Alberto Luiz Guimarães Iecin (Betinho)   | PMDB    | Eleito por QP    | 4.211   | 1,615%      |
| 5               | Felipe dos Santos Peixoto                | PDT     | Eleito por QP    | 4.132   | 1,585%      |
| 6               | Paulo Roberto Mattos Bagueira Leal       | PPS     | Eleito por QP    | 3.872   | 1,485%      |
| 7               | José Vicente Filho                       | PPS     | Eleito por QP    | 3.519   | 1,350%      |
| 8               | Marival Gomes da Silva                   | PPS     | Eleito por Média | 3.368   | 1,292%      |
| 9               | Wolney Trindade                          | PMDB    | Eleito por QP    | 3.330   | 1,277%      |
| 10              | Carlos Alberto Pinto Magaldi (Magaldi)   | PDT     | Eleito por Média | 3.286   | 1,260%      |
| 11              | André Diniz da Silva                     | PT      | Eleito por Média | 3.098   | 1,188%      |
| 12              | José Antônio Toro Fernandes (Zaf)        | PDT     | Eleito por Média | 2.890   | 1,108%      |
| 13              | Gezivaldo Ribeiro de Freitas (Renatinho) | PT      | Eleito por Média | 2.887   | 1,107%      |
| 14              | Carlos Alberto de Macedo                 | PTB     | Eleito por QP    | 2.561   | 0,982%      |
| 15              | Roberto Fernandes Jales (Beto da Pipa)   | PTB     | Eleito por QP    | 2.544   | 0,976%      |
| 16              | Milton Carlos da Silva Lopes (Cal)       | PCdoB   | Eleito por Média | 2.397   | 0,919%      |
| 17              | Rodrigo Flach Farah                      | PL      | Eleito por média | 2.306   | 0,884%      |
| 18              | Raul Fernando de Oliveira Rodrigues      | PMDB    | Eleito por média | 2.175   | 0,834%      |

| Cor | Significado                                                  |
| 1   | primeiro mandato como vereador(a) da cidade                  |
| 2   | segundo mandato (seguido ou não) como vereador(a) da cidade  |
| 3   | terceiro mandato (seguido ou não) como vereador(a) da cidade |
| 4   | quarto mandato (seguido ou não) como vereador(a) da cidade   |
| 5   | quinto mandato (seguido ou não) como vereador(a) da cidade   |
| 9   | nono mandato (seguido ou não) como vereador(a) da cidade     |

## Legislatura de 2001-2004
Estes são os vereadores eleitos nas eleições de 1º de outubro de 2000:
| Eleição de 2000 |                                         |         |                  |         |             |
| Nº              | Vereador(a) eleito(a)                   | Partido | Situação         | Votação | Votação     |
| Nº              | Vereador(a) eleito(a)                   | Partido | Situação         | Total   | Porcentagem |
| 1               | Raul Fernando de Oliveira Rodrigues     | PDT     | Eleito por QP    | 7.244   | 2,467%      |
| 2               | Paulo Eduardo Gomes                     | PT      | Eleito por QP    | 6.550   | 2,231%      |
| 3               | Plínio Comte Leite Bittencourt          | PSB     | Eleito por QP    | 5.539   | 1,887%      |
| 4               | João Geraldo Bezerra de Menezes Galindo | PSDB    | Eleito por QP    | 5.310   | 1,809%      |
| 5               | Paulo Roberto Mattos Bagueira Leal      | PDT     | Eleito por QP    | 4.408   | 1,501%      |
| 6               | José Alaor Boschetti                    | PT      | Eleito por QP    | 4.362   | 1,486%      |
| 7               | Edgar Foly                              | PDT     | Eleito por QP    | 4.034   | 1,374%      |
| 8               | Carlos Alberto de Macedo                | PSD     | Eleito por QP    | 3.881   | 1,322%      |
| 9               | Carlos Alberto Pinto Magaldi (Magaldi)  | PDT     | Eleito por QP    | 3.817   | 1,300%      |
| 10              | Marival Gomes da Silva                  | PMDB    | Eleito por QP    | 3.714   | 1,265%      |
| 11              | Rodrigo Neves Barreto                   | PT      | Eleito por Média | 3.483   | 1,186%      |
| 12              | Jorge Alberto Pinto Rodrigues Filho     | PDT     | Eleito por Média | 3.463   | 1,180%      |
| 13              | Francisco Campos Mendonça               | PL      | Eleito por QP    | 3.348   | 1,140%      |
| 14              | Maria Aparecida Bezerra Domingos        | PMDB    | Eleita por QP    | 3.318   | 1,130%      |
| 15              | José Vicente Filho                      | PSB     | Eleito por QP    | 3.297   | 1,123%      |
| 16              | José Antônio Toro Fernandes             | PSD     | Eleito por QP    | 2.693   | 0,917%      |
| 17              | Paulo Henrique da Silva Oliveira        | PMDB    | Eleito por Média | 2.652   | 0,903%      |
| 18              | José Alzimé de Araújo Cunha             | PSB     | Eleito por Média | 2.599   | 0,885%      |
| 19              | Milton Carlos da Silva Lopes (Cal)      | PL      | Eleito por Média | 2.459   | 0,838%      |
| 20              | Ricardo Clemente das Neves              | PSDB    | Eleito por Média | 1.884   | 0,642%      |
| 21              | Renê Xavier Barreto                     | PRONA   | Eleito por QP    | 1.480   | 0,504%      |

| Cor | Significado                                                  |
| 1   | primeiro mandato como vereador(a) da cidade                  |
| 2   | segundo mandato (seguido ou não) como vereador(a) da cidade  |
| 3   | terceiro mandato (seguido ou não) como vereador(a) da cidade |
| 4   | quarto mandato (seguido ou não) como vereador(a) da cidade   |
| 5   | quinto mandato (seguido ou não) como vereador(a) da cidade   |
| 8   | oitavo mandato (seguido ou não) como vereador(a) da cidade   |

## Legislatura de 1997-2000
Estes são os vereadores eleitos nas eleições de 3 de outubro de 1996:
| Eleição de 1996 |                                         |         |                  |         |             |
| Nº              | Vereador(a) eleito(a)                   | Partido | Situação         | Votação | Votação     |
| Nº              | Vereador(a) eleito(a)                   | Partido | Situação         | Total   | Porcentagem |
| 1               | Luiz Carlos Gallo de Freitas            | PFL     | Eleito por       | 4.319   | 1,679%      |
| 2               | Raul Fernando de Oliveira Rodrigues     | PDT     | Eleito por       | 3.958   | 1,538%      |
| 3               | Plínio Comte Leite Bittencourt          | PSDB    | Eleito por       | 3.564   | 1,385%      |
| 4               | Carlos Alberto Pinto Magaldi (Magaldi)  | PTB     | Eleito por       | 3.657   | 1,421%      |
| 5               | Paulo Roberto Mattos Bagueira Leal      | PDT     | Eleito por       | 3.412   | 1,326%      |
| 6               | Edgar Foly                              | PDT     | Eleito por       | 3.556   | 1,382%      |
| 7               | José Vicente Filho                      | PTB     | Eleito por       | 3.386   | 1,316%      |
| 8               | Fernando Nery de Sá                     | PTB     | Eleito por média | 3.150   | 1,224%      |
| 9               | Valter Pereira Barros                   | PL      | Eleito por       | 2.947   | 1,145%      |
| 10              | Marco Antônio Barros Botelho            | PDT     | Eleito por média | 2.896   | 1,125%      |
| 11              | Celeste de Carvalho Souza               | PFL     | Eleita por média | 2.871   | 1,116%      |
| 12              | Marival Gomes da Silva                  | PSDB    | Eleito por       | 2.802   | 1,089%      |
| 13              | Jorge Alberto Pinto Rodrigues Filho     | PDT     | Eleito por média | 2.637   | 1,025%      |
| 14              | José Alaor Boschetti                    | PT      | Eleito por       | 2.569   | 0,998%      |
| 15              | João Batista Petersen Mendes            | PT      | Eleito por média | 2.362   | 0,918%      |
| 16              | Francisco Campos Mendonça               | PL      | Eleito por média | 2.331   | 0,906%      |
| 17              | Carlos Alberto de Macedo                | PSD     | Eleito por       | 2.260   | 0,878%      |
| 18              | Paulo Henrique da Silva Oliveira        | PPB     | Eleito por       | 2.073   | 0,806%      |
| 19              | Salomão Zanouch Lima Vianna             | PSD     | Eleito por média | 2.066   | 0,803%      |
| 20              | João Geraldo Bezerra de Menezes Galindo | PSDB    | Eleito por       | 2.051   | 0,797%      |
| 21              | José Alzimé de Araújo Cunha             | PMN     | Eleito por       | 1.731   | 0,673%      |

| Cor | Significado                                                  |
| 1   | primeiro mandato como vereador(a) da cidade                  |
| 2   | segundo mandato (seguido ou não) como vereador(a) da cidade  |
| 3   | terceiro mandato (seguido ou não) como vereador(a) da cidade |
| 4   | quarto mandato (seguido ou não) como vereador(a) da cidade   |
| 7   | sétimo mandato (seguido ou não) como vereador(a) da cidade   |

## Legislatura de 1993-1996
Estes são os vereadores eleitos nas eleições de 3 de outubro de 1992:
| Eleição de 1992 |                                         |         |         |
| Nº              | Vereador(a) eleito(a)                   | Partido | Votação |
| 1               | Fernando Nery de Sá                     | PDT     | 3.395   |
| 2               | Raul Fernando de Oliveira Rodrigues     | PDT     | 3.154   |
| 3               | Marcos Antônio Vasconcellos Gomes       | PT      | 2.730   |
| 4               | Wolney Trindade                         | PMDB    | 2.440   |
| 5               | Luiz Carlos Gallo de Freitas            | PTB     | 2.420   |
| 6               | Tânia Regina Pereira Rodrigues          | PT      | 2.321   |
| 7               | Jorge Alberto Pinto Rodrigues Filho     | PDT     | 2.266   |
| 8               | Carlos Alberto Pinto Magaldi (Magaldi)  | PTB     | 2.248   |
| 9               | Plínio Comte Leite Bittencourt          | PSDB    | 2.182   |
| 10              | Milton Braga Ferreira                   | PTB     | 2.023   |
| 11              | José Vicente Filho                      | PTB     | 1.875   |
| 12              | Elmo Rodrigues Jasbick                  | PTB     | 1.796   |
| 13              | Edgar Foly                              | PDT     | 1.782   |
| 14              | Francisco José da Silva                 | PTR     | 1.549   |
| 15              | Afrânio Gouveia de Siqueira             | PST     | 1.421   |
| 16              | Valter Pereira Barros                   | PL      | 1.305   |
| 17              | Paulo Henrique da Silva Oliveira        | PTR     | 1.203   |
| 18              | Maria Yvonne Valladares Silva do Amaral | PSDB    | 1.128   |
| 19              | Dircillo Mendes da Rocha                | PMDB    | 1.123   |
| 20              | Carlos Alberto de Macedo                | PSD     | 802     |
| 21              | Salomão Zanouch Lima Vianna             | PSD     | 775     |

| Cor | Significado                                                  |
| 1   | primeiro mandato como vereador(a) da cidade                  |
| 2   | segundo mandato (seguido ou não) como vereador(a) da cidade  |
| 3   | terceiro mandato (seguido ou não) como vereador(a) da cidade |
| 5   | quinto mandato (seguido ou não) como vereador(a) da cidade   |
| 6   | sexto mandato (seguido ou não) como vereador(a) da cidade    |

## Legislatura de 1989-1992
Estes são os vereadores eleitos nas eleições de 15 de novembro de 1988:
| Eleição de 1988 |                                        |         |         |
| Nº              | Vereador(a) eleito(a)                  | Partido | Votação |
| 1               | Marcos Antônio Vasconcellos Gomes      | PSB     | 2.905   |
| 2               | Pedro Antunes Siqueira Filho           | PFL     | 2.589   |
| 3               | Satie Mizubuti                         | PDT     | 2.169   |
| 4               | Carlos Alberto Pinto Magaldi (Magaldi) | PTB     | 2.078   |
| 5               | José Vicente Filho                     | PTB     | 2.068   |
| 6               | Milton Braga Ferreira                  | PMDB    | 2.024   |
| 7               | Elmo Rodrigues Jasbick                 | PMDB    | 2.004   |
| 8               | Pedro Cézar Genn de Souza              | PDT     | 1.922   |
| 9               | Edgar Foly                             | PDT     | 1.896   |
| 10              | Walmir Garcia da Silva                 | PDT     | 1.785   |
| 11              | Wolney Trindade                        | PMDB    | 1.754   |
| 12              | Danilo Arnaldo Fittipaldi Filho        | PDT     | 1.678   |
| 13              | Altivar Cortes Pires                   | PL      | 1.574   |
| 14              | Antônio Carlos Coelho de Abreu         | PL      | 1.463   |
| 15              | Luiz Carlos Gallo de Freitas           | PL      | 1.418   |
| 16              | Valter Pereira Barros                  | PL      | 1.411   |
| 17              | Armando Barcellos                      | PDT     | 1351    |
| 18              | Luiz Fernando Felippe Guida            | PDT     | 1.120   |
| 19              | Enoc Joaquim de Oliveira               | PT      | 1.114   |
| 20              | Raul Fernando de Oliveira Rodrigues    | PTR     | 982     |
| 21              | Fernando Nery de Sá                    | PTR     | 916     |

| Cor | Significado                                                 |
| 1   | primeiro mandato como vereador(a) da cidade                 |
| 2   | segundo mandato (seguido ou não) como vereador(a) da cidade |
| 4   | quarto mandato (seguido ou não) como vereador(a) da cidade  |
| 5   | quinto mandato (seguido ou não) como vereador(a) da cidade  |

## Legislatura de 1983-1988
Estes são os vereadores eleitos nas eleições de 15 de novembro de 1982:
| Eleição de 1982 |                                  |         |         |
| Nº              | Vereador(a) eleito(a)            | Partido | Votação |
| 1               | Wolney Trindade                  | PDS     | 6.266   |
| 2               | José Vicente Filho               | PDS     | 6.221   |
| 3               | Sônia Maria Saturnino            | PDT     | 4.509   |
| 4               | Paulo Henrique da Silva Oliveira | PDS     | 3.792   |
| 5               | Donald Carvalho Guimarães        | PDS     | 3.612   |
| 6               | Jacy Soares Lopes                | PDS     | 3.610   |
| 7               | Carlos Eraldo Lopes              | PDS     | 3.314   |
| 8               | Alcione Jaegger                  | PDS     | 3.308   |
| 9               | Darcillo Mendes da Rocha         | PDS     | 3.280   |
| 10              | Milton Braga Ferreira            | PDS     | 3.239   |
| 11              | Sérgio Marcolini                 | PDT     | 3.164   |
| 12              | Irineu José de Souza             | PDT     | 3.051   |
| 13              | Nicelino José Pinto              | PDS     | 2.908   |
| 14              | Aluísio Costa                    | PDS     | 2.901   |
| 15              | Cives Ribeiro de Azevedo         | PDS     | 2.867   |
| 16              | Édison Perligeiro                | PDT     | 1.939   |
| 17              | José Paez                        | PMDB    | 1.438   |
| 18              | Maurilio Gomes da Silva          | PMDB    | 1.299   |
| 19              | Elmo Rodrigues Jasbick           | PMDB    | 1.011   |
| 20              | Pedro Antunes Siqueira           | PTB     | 1.324   |
| 21              | Antônio Luiz Coelho Morgado      | PTB     | 827     |

| Cor | Significado                                                  |
| 1   | primeiro mandato como vereador(a) da cidade                  |
| 2   | segundo mandato (seguido ou não) como vereador(a) da cidade  |
| 3   | terceiro mandato (seguido ou não) como vereador(a) da cidade |
| 4   | quarto mandato (seguido ou não) como vereador(a) da cidade   |

## Legislatura de 1977-1982
Estes são os vereadores eleitos nas eleições de 15 de novembro de 1976:
| Eleição de 1976 |                                  |         |         |
| Nº              | Vereador(a) eleito(a)            | Partido | Votação |
| 1               | José Vicente Filho               | ARENA   | 4.978   |
| 2               | Wolney Trindade                  | MDB     | 3.496   |
| 3               | Carlos Augusto Coimbra de Mello  | MDB     | 3.289   |
| 4               | Sylvio de Lemos Picanco          | MDB     | 3.141   |
| 5               | José Paez                        | ARENA   | 2.859   |
| 6               | Alberto Ribeiro Pinto Filho      | MDB     | 2.702   |
| 7               | Donald Carvalho Guimarães        | ARENA   | 2.636   |
| 8               | Dircilio Mendes da Rocha         | MDB     | 2.526   |
| 9               | Alcione Jaegger                  | MDB     | 2.490   |
| 10              | Ricardo Augusto Oberlaender      | MDB     | 2.470   |
| 11              | Raphael Rocha                    | ARENA   | 2.466   |
| 12              | Aluísio Costa                    | ARENA   | 2.440   |
| 13              | Maurilio Gomes da Silva          | MDB     | 2.422   |
| 14              | Cives Ribeiro de Azevedo         | MDB     | 2.308   |
| 15              | Milton Braga Ferreira            | ARENA   | 2.212   |
| 16              | Eketo José Alves                 | MDB     | 2.186   |
| 17              | Carlos Augusto Bittencourt Silva | MDB     | 2.176   |
| 18              | Paulo Henrique da Silva Oliveira | ARENA   | 2.154   |
| 19              | João Baptista da Costa Sobrinho  | ARENA   | 2.079   |
| 20              | Agostinho de Paula Santos        | ARENA   | 1.955   |
| 21              | Itamy Gomems da Costa            | MDB     | 1.871   |

| Cor | Significado                                                  |
| 1   | primeiro mandato como vereador(a) da cidade                  |
| 2   | segundo mandato (seguido ou não) como vereador(a) da cidade  |
| 3   | terceiro mandato (seguido ou não) como vereador(a) da cidade |

## Legislatura de 1973-1976
Estes são os vereadores eleitos nas eleições de 15 de novembro de 1972:
| \| Eleição de 1972[17] \| \| \| \| \| Nº \| Vereador(a) eleito(a) \| Partido \| Votação \| \| 1 \| Raphael Rocha \| ARENA \| 4.390 \| \| 2 \| Adilson Souza Lopes \| ARENA \| 3.455 \| \| 3 \| José Paez \| ARENA \| 3.431 \| \| 4 \| Antônio Luiz Coelho Morgado \| ARENA \| 3.371 \| \| 5 \| Aluísio Costa \| ARENA \| 3.055 \| \| 6 \| José Vicente Filho \| ARENA \| 2.970 \| \| 7 \| Wolney Trindade \| MDB \| 2.844 \| \| 8 \| Armando Barcellos \| MDB \| 2.805 \| \| 9 \| Milton Braga Ferreira \| ARENA \| 2.795 \| \| 10 \| Joaquim Alves Mariano \| ARENA \| 2.436 \| \| 11 \| Wilton Barcellos \| ARENA \| 2.416 \| \| 12 \| João Martinho Alves Teixeira \| ARENA \| 2.394 \| \| 13 \| Jofre Abrahão Saud \| ARENA \| 2.362 \| \| 14 \| João Baptista da Costa Sobrinho \| ARENA \| 2.289 \| \| 15 \| Donald Carvalho Guimarães \| ARENA \| 2.077 \| \| 16 \| Cives Ribeiro de Azevedo \| MDB \| 1.939 \| \| 17 \| Dircillo Mendes da Rocha \| MDB \| 1.854 \| \| 18 \| Alédio José Oberlaender \| MDB \| 1.823 \| \| 19 \| José Maria Maia Castro \| MDB \| 1.821 \| \| 20 \| Ekeio José Alves \| MDB \| 1.697 \| \| 21 \| Carlos Augusto Coimbra de Mello \| MDB \| 1.688 \| 1. 2. 3. 4. 5. 6. 7. 8. - Política de Niterói - Lista de prefeitos de Niterói 1. 2. 3. 4. 5. 6. 7. 8. 9. 10. 11. 12. 13. 14. 15. 16. 17. |                                 |         |         |
| Eleição de 1972 |                                 |         |         |
| Nº | Vereador(a) eleito(a)           | Partido | Votação |
| 1 | Raphael Rocha                   | ARENA   | 4.390   |
| 2 | Adilson Souza Lopes             | ARENA   | 3.455   |
| 3 | José Paez                       | ARENA   | 3.431   |
| 4 | Antônio Luiz Coelho Morgado     | ARENA   | 3.371   |
| 5 | Aluísio Costa                   | ARENA   | 3.055   |
| 6 | José Vicente Filho              | ARENA   | 2.970   |
| 7 | Wolney Trindade                 | MDB     | 2.844   |
| 8 | Armando Barcellos               | MDB     | 2.805   |
| 9 | Milton Braga Ferreira           | ARENA   | 2.795   |
| 10 | Joaquim Alves Mariano           | ARENA   | 2.436   |
| 11 | Wilton Barcellos                | ARENA   | 2.416   |
| 12 | João Martinho Alves Teixeira    | ARENA   | 2.394   |
| 13 | Jofre Abrahão Saud              | ARENA   | 2.362   |
| 14 | João Baptista da Costa Sobrinho | ARENA   | 2.289   |
| 15 | Donald Carvalho Guimarães       | ARENA   | 2.077   |
| 16 | Cives Ribeiro de Azevedo        | MDB     | 1.939   |
| 17 | Dircillo Mendes da Rocha        | MDB     | 1.854   |
| 18 | Alédio José Oberlaender         | MDB     | 1.823   |
| 19 | José Maria Maia Castro          | MDB     | 1.821   |
| 20 | Ekeio José Alves                | MDB     | 1.697   |
| 21 | Carlos Augusto Coimbra de Mello | MDB     | 1.688   |